# Ye Min Thu
Ye Min Thu (birmanisch ရဲမင္းသူ; * 18. Februar 1998 in Rangun) ist ein myanmarischer Fußballspieler.

## Karriere
Ye Min Thu steht seit 2018 bei Shan United unter Vertrag. Der Verein aus Taunggyi spielte in der höchsten Liga des Landes, der Myanmar National League. 2019 und 2020 feierte er mit Shan die myanmarische Fußballmeisterschaft. Den MFF Charity Cup gewann er mit Shan 2019 und 2020. Die beiden Spiele gewann man gegen Yangon United. 2019 gewann man im Elfmeterschießen, 2020 siegte man mit 2:1.

## Erfolge
Shan United
- Myanmar National League: 2019, 2020
- MFF Charity Cup: 2019, 2020